# Weisung (Deutschland)
Das Weisungs- oder Anordnungsrecht ist in Organisationen (Unternehmen und öffentlicher Verwaltung) das Recht, anderen Stellen, Aufgabenträgern oder Rechtssubjekten vorzuschreiben, welche Handlungen vorzunehmen und welche zu unterlassen sind.

## Allgemeines
Ein Weisungsrecht resultiert aus einem gesetzlichen oder vertraglichen Über- und Unterordnungsverhältnis, demzufolge der Weisende oder Anweisende dem Weisungsempfänger eindeutige und rechtskonforme Handlungsanweisungen erteilen darf. Die Weisungsbefugnis des Arbeitgebers ist als Direktionsrecht bekannt. Innerhalb eines Konzerns steht aktienrechtlich der Muttergesellschaft gegenüber ihren Tochtergesellschaften ein Anordnungsrecht zu. Die öffentliche Verwaltung ist durch das öffentliche Recht befugt, Weisungen im Rahmen von Verwaltungsakten oder Bescheiden zu verfügen. Jedes übergeordnete Verwaltungsorgan ist dem ihm untergeordneten Verwaltungsorgan gegenüber weisungsberechtigt. Weisungen sind vertikale Kommunikation auf hierfür vorgesehenen Dienstwegen, die mündlich oder schriftlich erfolgen können.
Nicht sämtliche Arbeitsverhältnisse unterliegen der Weisungsbefugnis. Freiberufliche tätige Journalisten und Kameraleute unterliegen z. B. nicht der Weisungsbefugnis, sonst dürften sie nicht freiberuflich arbeiten.

## Arten
Es gibt arbeitsrechtliche, konzernrechtliche, verwaltungsrechtliche, gerichtliche und militärische Anordnungsbefugnisse:
- Direktionsrecht: Man unterscheidet fachliche und disziplinarische Weisungsbefugnisse:[1]
  - Fachliche Weisungsbefugnis ist das Recht, die zur Aufgabenerfüllung notwendigen Handlungsanweisungen zu treffen. Hierzu gehört technische oder wirtschaftliche Fachkompetenz, Erfahrung und Kontrollkompetenz. Sie wird vom Fachvorgesetzten übernommen.
  - Disziplinarische Weisungsbefugnis ist das Recht, personalpolitische Maßnahmen gegenüber anderen Stellen zu ergreifen. Hierzu gehört die Personalbeurteilung, Genehmigung von Urlaubsanträgen oder Sanktionierung von Mitarbeiterverhalten. Sie ist dem Disziplinarvorgesetzten vorbehalten.
- Konzernrechtliches Weisungsrecht: Nur durch Abschluss eines Beherrschungsvertrages erhält das herrschende Unternehmen ein umfassendes Weisungsrecht gegenüber dem Vorstand der abhängigen Gesellschaft (§ 308 Abs. 1 AktG). Eine Weisung ist jede Willensäußerung des herrschenden Unternehmens, unabhängig von ihrer äußeren Erscheinungsform oder Bezeichnung. Entscheidend ist, ob das herrschende Unternehmen davon ausgeht, dass die Willensäußerung durch das beherrschte Unternehmen befolgt wird.[2] Das herrschende Unternehmen übt sein Weisungsrecht nach § 78 AktG (Aktiengesellschaft), § 37 GmbHG (GmbH), § 161 Abs. 2 und § 125 HGB (KG) und § 709, § 714 BGB (GbR) durch ihre gesetzlichen Vertreter aus.[3]
- Öffentliche Verwaltung:
  - Beim Hoheitsakt beschließt der Staat von oben herab (hoheitlich), Staat und Bürger stehen in einem Über-Unterordnungsverhältnis (Subordinationsverhältnis) zueinander. Aus dieser Position heraus kann der Staat Anordnungen und Weisungen im Rahmen von Gesetzen, Verwaltungsakten, Bescheiden oder gerichtlichen Entscheidungen erlassen.
  - Das Weisungsrecht des Bundes ergibt sich aus Art. 85 GG (Auftragsverwaltung und Bundesverwaltung). Danach unterstehen die Landesbehörden den Weisungen der zuständigen obersten Bundesbehörden. Die Weisungen sind, außer wenn die Bundesregierung es für dringlich erachtet, an die obersten Landesbehörden zu richten. Der Vollzug der Weisungen ist durch die obersten Landesbehörden sicherzustellen.
  - Insbesondere in der Eingriffsverwaltung wird dem Bürger ein Tun, Dulden oder Unterlassen aufgegeben und damit in seine allgemeine Handlungsfreiheit eingegriffen. Hier erteilt der Staat Befehle und erzwingt ihre Durchsetzung. Staatlich handeln können nicht nur staatliche Stellen, sondern auch Organe von Gemeinden sowie Verwaltungsträger der funktionalen Selbstverwaltung.[4]
  - Besondere Weisungsrechte bestehen beim inneren Notstand, im Verteidigungsfall und bei Naturkatastrophen.[5]
- Justiz:
  - Im Rahmen der Strafaussetzung zur Bewährung einer Freiheitsstrafe kann in Deutschland das Gericht als Bedingungen Auflagen (§ 56b StGB) und Weisungen (§ 56c StGB) erteilen. Im Gegensatz zum repressiven Charakter von Auflagen haben Weisungen präventiven Charakter,[6] zielen also auf die Besserung des Täters ab.
- Militär:
  - In der Bundeswehr gilt: „Eine Weisung beinhaltet einen Befehl. Sie gibt oft nur die Gesamtabsicht des Vorgesetzten, die Zielsetzung im großen und gilt in der Regel für einen längeren Zeitraum. Sie läßt dem Empfänger weitgehende Handlungsfreiheit in der Durchführung und in der Wahl der anzuwendenden Mittel. Die Herausgabe von Weisungen ist im allgemeinen der Obersten und der Oberen Führung vorbehalten.“ Weisungen des BMVg werden auch als Erlasse bezeichnet.[7]
  - Von der Weisung zu unterscheiden sind dienstliche Anordnungen (häufig fälschlich als Weisung bezeichnet): „Sind im militärischen Bereich Soldaten einem Beamten/Arbeitnehmer oder Beamte/Arbeitnehmer einem Soldaten unterstellt, so erteilt der Vorgesetzte keine Befehle, sondern dienstliche Anordnungen. Gleiches gilt bei integrierten Unterstellungen… Die Pflicht zum Befolgen dieser Anordnungen ergibt sich für Soldaten aus ihrer Pflicht zum treuen Dienen (§ 7 SG), für Beamte aus den § 61 und § 62 Bundesbeamtengesetz und für Angestellte aus dem Dienstvertrag.“[8]

## Inhalt und Umfang
Der Inhalt von Weisungen muss eindeutig und rechtskonform sein. Eindeutigkeit liegt vor, wenn Weisungen dem Weisungsempfänger klare, nicht interpretierbare Handlungsanordnungen geben, wobei nur die zulässigen oder nicht zulässigen Aktivitäten aufgeführt sein dürfen. Die Weisung selbst und ihre Folgen müssen mit der geltenden Rechtsordnung in Einklang stehen. Die Grenzen der Weisung bilden allgemein der Grundsatz von Treu und Glauben und das Schikaneverbot, speziell die Rechtmäßigkeit ihrer Erteilung und ihres Inhaltes.

## Folgen
Zahlreiche Gesetze zeigen auch die Folgen auf, die eine Nichtbefolgung von eindeutigen Weisungen nach sich ziehen kann. Die Nichtbefolgung einer Weisung des Arbeitgebers stellt aufgrund der vorhandenen Folgepflicht eine Arbeitsverweigerung dar und kann – nach vorausgegangener ergebnisloser Abmahnung – den Anlass für eine Kündigung (Beendigung des Arbeitsverhältnisses) darstellen. Das Beamtenrecht sieht in der Nichtbefolgung einer Weisung ein Dienstvergehen. Nach § 308 Abs. 2 AktG ist der Vorstand der abhängigen Gesellschaft verpflichtet, ihm erteilte Weisungen zu befolgen. Geschieht dies nicht, kann der Vorstand der herrschenden Gesellschaft die abhängige Gesellschaft verklagen. Eine Nichtbefolgung ist hier in jenen Fällen sogar Rechtspflicht, wenn die Weisungen offensichtlich nicht den Konzerninteressen dienen und nachteilig sind.